# Островки Лангерганса
Островки Лангерга́нса — скопления гормон-продуцирующих (эндокринных) клеток, преимущественно в хвостовой части поджелудочной железы. Открыты в 1868 году немецким анатомом и гистологом Паулем Лангергансом (1847—1888). Островки составляют приблизительно 1—2 % массы поджелудочной железы. В поджелудочной железе взрослого здорового человека насчитывается около 1 миллиона островков (общей массой от одного до полутора граммов), которые объединяют понятием орган эндокринной системы.

## Историческая справка
Пауль Лангерганс, будучи студентом-медиком, работая у Рудольфа Вирхова, в 1869 году описал скопления клеток в поджелудочной железе, отличавшиеся от окружающей ткани, названные впоследствии его именем. В 1881 году К. П. Улезко-Строганова впервые указала на эндокринную роль этих клеток. Инкреаторная функция поджелудочной железы была доказана в Страсбурге (Германия) в клинике крупнейшего диабетолога Наунина Mering и Минковского в 1889 году — открыт панкреатический диабет и впервые доказана роль поджелудочной железы в его патогенезе. Русский учёный Л. В. Соболев (1876—1919) в диссертации «К морфологии поджелудочной железы при перевязке её протока при диабете и некоторых других условиях» показал, что перевязка выводного протока поджелудочной железы приводит ацинозный (экзокринный) отдел к полной атрофии, тогда как панкреатические островки остаются нетронутыми. На основании опытов Л. В. Соболев пришёл к выводу: «функцией панкреатических островков является регуляция углеводного обмена в организме. Гибель панкреатических островков и выпадение этой функции вызывает болезненное состояние — сахарное мочеизнурение».
В дальнейшем благодаря ряду исследований, проведенных физиологами и патофизиологами в различных странах (проведение панкреатэктомии, получение избирательного некроза бета-клеток поджелудочной железы химическим соединением аллоксаном), получены новые сведения об инкреаторной функции поджелудочной железы.
В 1907 году Лэйн (англ. Lane) и Берсли Bersley) в Чикагском университете показали различие между двумя видами островковых клеток, которые они назвали тип A (альфа-клетки) и тип B (бета-клетки).
В 1909 году бельгийский исследователь Ян де Мейер (англ. Jan de Meyer) предложил называть продукт секреции бета-клеток островков Лангерганса инсулином (от лат. insula — островок). Однако прямых доказательств продукции гормона, влияющего на углеводный обмен, тогда обнаружить не удалось.
В 1921 году молодому канадскому хирургу Фредерику Бантингу и его ассистенту студенту-медику Чарлзу Бесту удалось выделить инсулин в лаборатории физиологии профессора Дж. Маклиода (англ. John Macleod) в Торонтском университете .
В 1955 году сотруднику Кембриджа Сангеру с коллегами удалось определить последовательность аминокислот и строение молекулы инсулина.
В 1962 году Марлин и соавторы обнаружили, что водные экстракты поджелудочной железы способны повышать гликемию. Вещество, вызывающее гипергликемию, назвали «гипергликемическим-гликогенолитическим фактором». Это был глюкагон — один из основных физиологических антагонистов инсулина.
В 1967 году сотруднику Чикагского университета Донатану Стейнеру с коллегами удалось обнаружить предшественник инсулина белок проинсулин. Они показали, что синтез инсулина бета клетками начинается с образования молекулы проинсулина, от которой в последующем по мере необходимости отщепляется С-пептид и образуется молекула инсулина.
В 1974 году Джоном Энсиком из Вашингтонского университета и другими учёными из США и Европы была проведена работа по очистке и синтезу глюкагона и соматостатина.
В 1976 году Гудворт (англ. Gudworth и Боттего (Bottaggo) открыли генетический дефект молекулы инсулина, обнаружив два типа гормона: нормальный и аномальный. Последний является антагонистом по отношению к нормальному инсулину.
В 1979 году благодаря исследованиям Лэси (англ. Lacy), Кемп (Kemp) и соавторов появилась возможность пересадки отдельных островков и бета-клеток, удалось отделить островки от экзокринной части поджелудочной железы и осуществить их экспериментальную трансплантацию. В 1979—1980 годах при трансплантации бета-клеток был преодолён видоспецифический барьер (клетки здоровых лабораторных животных успешно имплантированы больным животным другого вида).
В 1990 году впервые выполнена пересадка панкреатических островковых клеток больному сахарным диабетом.

## Типы клеток

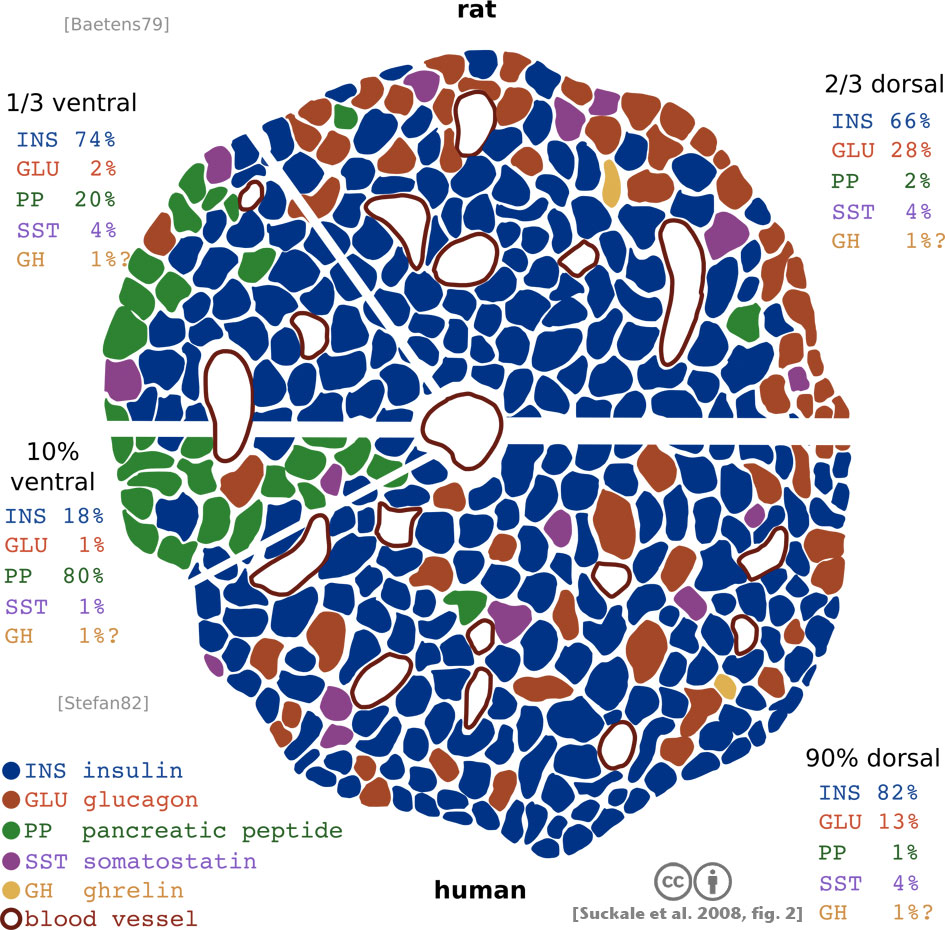
Диаграмма иллюстрирует структурные отличия между панкреатическими островками крысы (вверху) и человека (внизу)
Pars ventralis pancreas (брюшная часть) — слева; pars dorsalis pancreas (спинная часть) — справа.
Различные типы клеток окрашены по-разному: альфа-клетки — красным, бета-клетки — синим, дельта-клетки — фиолетовым, ПП-клетки — зелёным, эпсилон-клетки — жёлтым.
Бета-клетки грызуна, в отличие от человека сгруппированы в характерное инсулиновое ядро.

### Альфа-клетки
- Альфа-клетки составляют 15…20 % пула островковых клеток — секретируют глюкагон (естественный антагонист инсулина).

### Бета-клетки
- Бета-клетки составляют 75…80 % пула островковых клеток — секретируют инсулин (с помощью белков-рецепторов проводит глюкозу внутрь клеток организма, активизирует синтез гликогена в печени и мышцах, угнетает глюконеогенез).

### Дельта-клетки
- Дельта-клетки составляют 3…10 % пула островковых клеток — секретируют соматостатин (угнетает секрецию многих желез);

### ПП-клетки
- ПП-клетки составляют 3…5 % пула островковых клеток — секретируют панкреатический полипептид (подавляет секрецию поджелудочной железы и стимулирует секрецию желудочного сока).

### Эпсилон-клетки
- Эпсилон-клетки составляют меньше 1 % пула островковых клеток, они секретируют грелин[4][5] («гормон голода», который возбуждает аппетит).

## Строение островка
Панкреатический островок является сложно устроенным функциональным микроорганом с определённым размером, формой и характерным распределением эндокринных клеток. Клеточная архитектура островка влияет на межклеточное соединение и паракринную регуляцию, синхронизирует высвобождение инсулина.
Долгое время считалось, что островки человека и экспериментальных животных сходны как по строению, так и по клеточному составу. Работы последнего десятилетия показали, что у взрослых людей преобладающим типом строения островков является мозаичный, при котором клетки всех типов перемешаны по всему островку, в отличие от грызунов, для которых характерен плащевой тип строения клеток, при котором бета-клетки формируют сердцевину, а альфа-клетки находятся на периферии. Однако, эндокринная часть поджелудочной железы имеет несколько типов организации: это могут быть единичные эндокринные клетки, их небольшие скопления, небольшие островки (диаметром < 100 мкм) и крупные (зрелые) островки.
Небольшие островки имеют у человека и грызунов одинаковое строение. Зрелые островки Лангерганса человека обладают выраженной упорядоченной структурой. В составе такого островка, окруженного соединительнотканной оболочкой, можно выявить дольки, ограниченные кровеносными капиллярами. Сердцевину долек составляет массив бета-клеток, на периферии долек в непосредственной близости с кровеносными капиллярами находятся альфа- и дельта-клетки. Таким образом, клеточная композиция островка зависит от его размера: относительное число альфа-клеток увеличивается вместе с размером островка, в то время как относительное число бета-клеток уменьшается.